# Angela Wiederhut
Angela Konstanze Wiederhut (* 2. Dezember 1976 in München) ist eine deutsche Synchronsprecherin.

## Leben und Wirken
Sie stammt aus einer musikalischen Familie und spielte bereits in ihrer Kindheit Geige, Klavier und Flöte. Weiterhin sang sie an der bayerischen Oper im Kinderchor. Von August 2001 bis März 2012 war sie Mitglied der Münchener Jazz- und Swinggruppe The Funny Valentines, außerdem singt sie seit 2009 bei der Münchener Funk/Soulband Funkronized. 2013 hat sie gemeinsam mit ihrer Schwester das Projekt „sissingers“ ins Leben gerufen.

## Filmographie (Auswahl)
Nikki Reed
- 2008: Twilight – Biss zum Morgengrauen als Rosalie Hale
- 2009: New Moon – Biss zur Mittagsstunde als Rosalie Hale
- 2010: Eclipse – Biss zum Abendrot als Rosalie Hale
- 2011: Breaking Dawn – Biss zum Ende der Nacht, Teil 1 als Rosalie Hale
- 2012: Breaking Dawn – Biss zum Ende der Nacht, Teil 2 als Rosalie Hale
- 2013: Pawn – Wem kannst du vertrauen? als Amanda

Lenca Kubalkova
- 1992: Prinzessin Fantaghirò II als Donner
- 1993: Prinzessin Fantaghirò III als Donner

### Filme
- 1991: Miki Imai in Tränen der Erinnerung – Only Yesterday als Taeko Okajima (erwachsen)
- 1997: Christina Ricci in Der Eissturm als Wendy
- 2000: Rachel Blanchard in Road Trip als Tiffany
- 2001: Jena Malone in Donnie Darko als Gretchen Ross
- 2002: Anne Hathaway (amerk. Version) / Chizuru Ikewaki in Das Königreich der Katzen als Haru
- 2004: Emily Blunt in My Summer of Love als Tamsin
- 2004: Samantha Mathis in Salem’s Lot – Brennen muss Salem als Susan Norton
- 2004: Liisa Repo–Martell in Touch of Pink als Delia
- 2005: Scarlett Johansson in Die Insel als Jordan Two Delta / Sarah Jordan
- 2005: Hee-seon Kim in Der Mythos als Ok–soo
- 2005: Nora-Jane Noone in The Descent als Holly
- 2005: Tiana Benjamin in Harry Potter und der Feuerkelch als Angelina Johnson
- 2011: Isla Fisher in Rango als Bohne
- 2011: Greta Gerwig in Freundschaft Plus als Patrice
- 2012: Rebel Wilson in Die Trauzeugen als Daphne
- 2015: Gwendoline Christie in Die Tribute von Panem – Mockingjay Teil 2 als Commander Lyme
- 2015: Dominik García-Lorido in Wild Card als Holly
- 2017: Grainne Keenan in The Foreigner als Beth
- 2018: Rina Satō in Maquia – Eine unsterbliche Liebesgeschichte als Mido

### Serien
- 1985–1991: Katie Leigh in Disneys Gummibärenbande als Sunni (2. Stimme)
- 1989–1992: Megumi Hayashibara in Ranma ½ als Ranma Saotome (weiblich)
- 1992: Mitsuko Horie in Jeannie als Jeannie
- 1992–1993: Danielle Harris in Roseanne als Molly Tilden
- 1993–2000: Danielle Fishel in Das Leben und Ich als Topanga Lawrence
- 1997–2001: Kathleen Wilhoite in Pepper Ann als Pepper Ann
- seit 1999: Verschiedene in Pokémon als Misty, Kamilla und Officer Rocky
- 2000–2004: Houko Kuwashima in Inu Yasha als Sango
- 2003–2005: Nana Mizuki in Shaman King als Rens Cousine, Tamao Tamura (Tamara), Mathilda „Matti“ Mattis
- 2004–2007: Cree Summer in Drawn Together als Foxxy Love
- 2004–2007: Grey DeLisle in Danny Phantom als Sam Manson
- 2004–2007: Laura Allen in 4400 – Die Rückkehrer als Lily Moore Tyler
- 2005–2014: Alyson Hannigan in How I Met Your Mother als Lily Aldrin
- 2006–2007: Carmen Ejogo in Kidnapped – 13 Tage Hoffnung als Turner
- 2006–2007: Raquel Alessi in Standoff als Lia Mathers
- 2006–2008: Jessica DiCicco in Kuzco’s Königsklasse als Malina
- 2006–2008: Sprague Grayden in Jericho – Der Anschlag als Heather Lisinski
- seit 2006: Hōko Kuwashima in One Piece als Margarita, Victoria Cindry
- 2007–2009: Zoe McLellan in Dirty Sexy Money als Lisa George
- 2007–2012: Rose Byrne in Damages als Ellen Parsons
- 2009–2010: Jessica Lucas in Melrose Place als Riley Richmond
- 2009–2011: Mona Marshall in South Park als Henrietta, Mrs. Miller, Verkäuferin
- 2009–2011: Madison Burge in Friday Night Lights als Becky Sproles
- 2009–2014: Kate Levering in Drop Dead Diva als Kim Kasswell
- 2010: Miyuki Sawashiro in Highschool of the Dead als Saeko Busujima
- seit 2010: Alexandra Rapaport in Mord im Mittsommer als Nora Linde
- 2012–2016: Meghan Ory in Once Upon a Time – Es war einmal … als Ruby/Rotkäppchen
- 2012–2019: Gwendoline Christie in Game of Thrones als Brienne von Tarth
- 2013–2014: Parminder Nagra in The Blacklist als Meera Malik
- 2014: Misa Watanabe in Sailor Moon Crystal als Queen Beryl
- 2015: Nadia Dajani in Younger als Megyn Vernoff
- 2015: Agnes Bruckner in The Returned als Officer Nikki Banks
- 2016–2017: Emilia Burns in The Shannara Chronicles als Commander Tilton
- 2016–2018: Luz Cipriota in Soy Luna als Tamara
- seit 2018: Jennie Silfverhjelm in Kommissar Beck als Alex(andra) Beijer
- 2020–2021: Jessica Marie Garcia in Tagebuch einer zukünftigen Präsidentin als Camilla
- 2021–2023: Ted Lasso als Dr. Sharon Fieldstone
- 2021: Kubbra Sait in Foundation als Phara Keaen
- 2021: Rachael Thompson in WandaVision als Major Goodner
- 2022: Ami Koshimizu in Lycoris Recoil als Mizuki Nakahara
- 2022: Gwendoline Christie in Wednesday als Larissa Weems

## Auszeichnungen
- 2005: Synchrostar 2005 (von SynchroWorld.de)